# 岡本楓賀
岡本 楓賀（おかもと ふうが）は、山陰中央テレビジョン放送（さんいん中央テレビ）のアナウンサー。

## 来歴・人物
兵庫県加古川市出身。加古川市立加古川中学校への在学中は、近畿中学校陸上競技選手権大会に出場。3年時（2015年の第64回大会）には1500ｍで7位に入賞しており、同年の全日本中学校陸上競技選手権大会（第42回大会）にも800ｍと1500ｍの2種目で出場している。
その後、兵庫県立小野高等学校国際経済科に進学し、部活動では陸上競技部に所属。３年時には主将としてチームを県大会へと導いた。